# Fleetwood Mac (1968년 음반)
《Fleetwood Mac》은 영국의 블루스 록 밴드 플리트우드 맥의 첫 정규 음반으로, 1968년 2월 24일 블루 호라이즌을 통해 발매되었다. 《Peter Green's Fleetwood Mac》이라고도 불리는 이 음반은 피터 그린과 제레미 스펜서가 쓴 곡과 커버 곡을 모아놓은 것으로, 키보드 연주자이자 보컬리스트인 크리스틴 맥비가 참여하지 않은 유일한 음반이다.
이 음반으로 플리트우드 맥은 하루아침에 성공하였다. 영국 차트에서는 히트를 친 싱글이 없었지만, 최고 순위 4위에 37주 동안 차트에 머물렀다. 미국 빌보드 차트에는 198위에 오르며 간신히 차트에 진입했다. 또 영국에서는 백만 장 이상이 팔렸지만, 인증을 받은 적은 없다. 2015년 6월 기준으로 미국에서는 15만 장이 넘게 판매되었다.

## 배경
1967년 4월 19일 존 메이올 & 더 블루스브레이커스의 프론트맨인 존 메이올은 밴드의 일원인 피터 그린에게 런던 웨스트햄스테드에 위치한 데카 스튜디오에서 하루 동안 무료로 사용할 수 있게 해주었다. 이때 음반 중 네 곡이 녹음되었으며, 그 중 한 곡을 리듬 섹션인 믹 플리트우드와 존 맥비에서 그 이름을 따 〈Fleetwood Mac〉이라고 지었다. 그 날 녹음한 나머지 세 곡은 〈First Train Home〉, 〈Looking for Somebody〉, 〈No Place to Go〉였다. 녹음이 끝나고, 그린은 플리트우드와 맥비에게 새로운 밴드를 만들자는 제안을 하였다. 또 다른 더 블루스브레이커스의 일원이었던 플리트우드는 이에 반대하지 않고 들어왔으며, 맥비는 망설였다. 그린은 맥비가 자신의 밴드에 합류할 것이라고 확신하고, 영국의 주간 음악 잡지 멜로디 메이커에 임시 베이시스트 모집 광고를 내보냈다. 이에 밥 브러닝에 답하였으며, 한 달 후 윈저 재즈 & 블루스 페스티벌에서 연주할 것이라는 말을 들었다.
그린은 스포트라이트를 다른 곳으로 돌리기 위해 플리트우드 맥에서 두 번째 기타리스트를 영입하려 하였다. 플리트우드 맥의 프로듀서인 마이크 버논은 그린에게 "엄청난 슬라이드 기타리스트"를 소개한다며 레이블에 영입할 새로운 밴드를 찾았다고 말하였다. 그 기타리스트의 이름은 제레미 스펜서로, 1960년대 중반 레비 세트 블루스 밴드라고 불리는 자신의 밴드를 결성하였다. 버논은 그린에게 스펜서의 기타 연주를 들려주기 위해 밴드의 데모 테이프를 들려주었다. 그린은 후에 리치필드에서 진행된 레비 세트의 공연에 들리며, 스펜서에게 플리트우드 맥의 일원이 되었다는 것을 말하였다.
윈저 페스티벌 당시 그린은 이미 존 메이올 & 더 블루스브레이커스에서 기타리스트 에릭 클랩튼을 교체한 것으로 인정을 받았으며, 이는 밴드의 인지도를 높이는 데 많은 도움을 주었다. 플리트우드 맥의 첫 라이브 직후, 맥비는 블루스브레이커스에 환멸을 느끼게 되면서 메이올의 호른 섹션을 라인업에 추가하기로 한 후 자리를 떴다. 이후 맥비는 플리트우드 맥에 합류해 브러닝 자리를 대체하였다.

## 평가와 영향
| 전문가 평가                       | 전문가 평가 |
| 평가 점수                         | 평가 점수   |
| 출처                              | 점수        |
| --------------------------------- | ----------- |
| About.com                         | [ 7 ]       |
| AllMusic                          | [ 8 ]       |
| Rolling Stone                     | (Positive)  |
| The New Rolling Stone Album Guide | [ 10 ]      |
| The Encyclopedia of Popular Music | [ 11 ]      |

영국에서는 음반이 많이 팔리면서 첫 음반임에도 불구하고 차트 4위에 오르는 기염을 토하였다. 발매 이후, 배리 기포드는 롤링 스톤에 시카고 남부 지역을 주목하게 할 만큼 강력한 음반이라는 말을 하며 음반에 찬사를 보내는 글을 썼다.

## 트랙 리스트
| #  | 제목                            | 작사·작곡     | 재생 시간 |
| -- | ------------------------------- | ------------- | --------- |
| 1. | 〈My Heart Beat Like a Hammer〉 | 제레미 스펜서 | 2:55      |
| 2. | 〈Merry Go Round〉              | 피터 그린     | 4:05      |
| 3. | 〈Long Grey Mare〉              | 그린          | 2:15      |
| 4. | 〈Hellhound on My Trail〉       | 로버트 존슨   | 2:00      |
| 5. | 〈Shake Your Moneymaker〉       | 엘모어 제임스 | 2:55      |
| 6. | 〈Looking for Somebody〉        | 그린          | 2:50      |

| #  | 제목                          | 작사·작곡         | 재생 시간 |
| -- | ----------------------------- | ----------------- | --------- |
| 1. | 〈No Place to Go〉            | 체스터 버넷       | 3:20      |
| 2. | 〈My Baby's Good to Me〉      | 스펜서            | 2:50      |
| 3. | 〈I Loved Another Woman〉     | 그린              | 2:55      |
| 4. | 〈Cold Black Night〉          | 스펜서            | 3:15      |
| 5. | 〈The World Keep on Turning〉 | 그린              | 2:30      |
| 6. | 〈Got to Move〉               | 제임스, 마셜 세혼 | 3:20      |

| #   | 제목 | 작사·작곡      | 재생 시간 |
| --- | --- | -------------- | --------- |
| 1.  | 〈My Heart Beat Like a Hammer〉 (Take 2 – master version with studio talk*)                               | 스펜서         | 3:31      |
| 2.  | 〈Merry Go Round〉 (Take 2 – master version with studio talk/remix*)                                      | 그린           | 4:19      |
| 3.  | 〈Long Grey Mare〉                                                                                        | 그린           | 2:12      |
| 4.  | 〈Hellhound on My Trail〉 (Take 1 – complete master version/remix*)                                       | 존슨           | 2:04      |
| 5.  | 〈Shake Your Moneymaker〉 (Master version with studio talk*)                                              | 제임스         | 3:11      |
| 6.  | 〈Looking for Somebody〉                                                                                  | 그린           | 2:49      |
| 7.  | 〈No Place to Go〉                                                                                        | 버넷           | 3:20      |
| 8.  | 〈My Baby's Good to Me〉                                                                                  | 스펜서         | 2:49      |
| 9.  | 〈I Loved Another Woman〉                                                                                 | 그린           | 2:54      |
| 10. | 〈Cold Black Night〉                                                                                      | 스펜서         | 3:15      |
| 11. | 〈The World Keep on Turning〉                                                                             | 그린           | 2:27      |
| 12. | 〈Got to Move〉                                                                                           | 제임스, Sehorn | 3:18      |
| 13. | 〈My Heart Beat Like a Hammer〉 (Take 1*)                                                                 | 스펜서         | 3:43      |
| 14. | 〈Merry Go Round〉 (Take 1 – incomplete*)                                                                 | 그린           | 0:54      |
| 15. | 〈I Loved Another Woman〉 (Take 1 – incomplete*, take 2*, take 3 – false start* and take 4 – incomplete*) | 그린           | 6:08      |
| 16. | 〈I Loved Another Woman〉 (Take 5 – complete master version/remix* and take 6 – incomplete*)              | 그린           | 5:08      |
| 17. | 〈Cold Black Night〉 (Takes 1–5 with false starts, take 6 – complete master version/remix*)               | 스펜서         | 5:28      |
| 18. | 〈You're So Evil〉 (*)                                                                                    | 스펜서         | 3:05      |
| 19. | 〈I'm Coming Home to Stay〉 (*)                                                                           | 스펜서         | 2:27      |

비고
- 별표(*)는 보너스 트랙을 의미한다.

## 참여자
플리트우드 맥
- 피터 그린 - 보컬, 기타, 하모니카
- 제레미 스펜서 - 보컬, 슬라이드 기타, 피아노
- 존 맥비 - 〈Long Grey Mare〉, 〈Hellhound on My Trail〉, 〈The World Keep on Turning〉을 제외한 전곡의 베이스 기타
- 믹 플리트우드 - 드럼
- 밥 브러닝 - 〈Long Grey Mare〉의 베이스 기타

## 차트
| 차트 (1967~68)  | 순위 |
| --------------- | ---- |
| 영국 음반 차트  | 4    |
| 미국 빌보드 200 | 198  |